# Бан, Чирил
Чирил Бан (хорв. Ćiril Ban; 5 июля 1910, Шибеник — 2 июля 1987, Шибеник) — югославский гребец. Участник летних Олимпийских игр 1936 года.

## Биография
Чирил Бан родился 5 июля 1910 года в австро-венгерском городе Шибеник (сейчас в Хорватии).
Выступал в соревнованиях по академической гребле за «Крку» из Шибеника.
В 1936 году вошёл в состав сборной Югославии на летних Олимпийских играх в Берлине. В соревнованиях четвёрок с рулевым команда Югославии, за которую также выступали Стипе Крнчевич, Раде Сунара, Вице Юришич и Павао Любичич, заняла в полуфинале 3-е место, показав результат 6 минут 50,2 секунды и уступив 9,1 секунды попавшему в финал с 1-го места экипажу из Германии. В соревнованиях восьмёрок команда Югославии, за которую также выступали Леонардо Буяс, Раде Сунара, Вице Юришич, Марьян Занинович, Анте Крнчевич, Шпиро Грубишич, Стипе Крнчевич и Павао Любичич заняла в полуфинале 3-е место с результатом 6.15,5, уступив 7,1 секунды попавшему в финал с 1-го места экипажу из Швейцарии.
Работал сапожником.
Умер 2 июля 1987 года в Шибенике.

## Семья
Отец — Анте Бан, мать — Стана Бан (урождённая Пивац).